# Myra Blanch
Myra Rose Blanch fue la cuarta de la serie de hijos de Hector y Elizabeth Blanch.  Myra se formó como enfermera en el Hospital del Distrito de Nambour y en el Hospital Epworth en Melbourne. Tras trabajar unos años en los hospitales de Victoria ella se convirtió, en 1940, se convirtió en novicia y comenzó a trabajar en el Hospital de la Misión Continental Australiana e Innamincka, Australia del Sur. En 1942 se alistó en el Servicio de Enfermería del Ejército Australiano con el rango de Teniente, trabajando en distintos emplazamientos incluyendo un periodo de seis meses en Torokina en las Islas Salomón.
En su regreso a Australia en 1945 se apuntó en el Royal Flying Doctor Service en la base de Broken Hill permaneciendo aquí durante diez años.
Myra más tarde ejerció como matrona en prácticas en el Hospital Base de Tamworth y como matrona oficial en los hospitales del Distrito de Guyra y el General de Quirindi. En 1960 fue transferida al Hospital de Wollongong Hospital como matrona y supervisora de enfermería. En 1966 se trasladó al hospital St. Andrew's de Toowoomba donde participó en la comisión del hospital..
- Datos: Q6948106